# Kalanos
Kalanos var en indisk asket som vid 83 års ålder följde Alexander den store på dennes återtåg från Indien. 
Då han fruktade årens börda, förbrände han sig själv i hela den makedonska härens åsyn, sannolikt i Susa. Kalanos lär ha förutsagt Alexanders tre månader därefter inträffade död (323 f.Kr.). Enligt Plutarchos var hans egentliga namn Sfinas. Kalanos är huvudpersonen i en dikt i dialogform av Paludan Müller.